# Gaia Weiss
Gaia Weiss (París, 30 de agosto de 1991) es una actriz y modelo francesa.

## Carrera
En 2013 apareció en la película Mary Queen of Scots donde dio vida a Mary Fleming, una noble escocesa y dama Mary, la Reina de Escocia (Camille Rutherford). También en 2013 interpretó a Beatrice en la película Blanca como la nieve, roja como la sangre, basada en la novela del escritor italiano Alessandro D'Avenia.
En 2014 se unió al elenco de la segunda temporada de la serie Vikings donde dio vida a Thorunn, la esposa de  Bjorn Ironside (Alexander Ludwig), hasta 2015 después de que su personaje decidiera irse.
Ese mismo año se unió al elenco principal de la película The Legend of Hercules donde interpretó a Hebe, la esposa de Hércules (Kellan Lutz).
En 2016 apareció en la película Overdrive donde interpretó a Devin, una ladrona.
Ese mismo año apareció como invitada en el cuarto episodio de la segunda temporada de la popular serie Outlander donde interpretó a la condesa de Saint Germain, la esposa del conde de Saint Germain (Stanley Weber).

## Filmografía

### Series de televisión
| Año         | Título        | Personaje                | Notas                      |
| ----------- | ------------- | ------------------------ | -------------------------- |
| 2020        | La Revolución | Marianne                 | 8 episodios                |
| 2016        | Outlander     | Condesa de Saint Germain | episodio "La Dame Blanche" |
| 2014 - 2015 | Vikings       | Þórunn (Thorunn)         | 13 episodios               |
| 2024 -      | The Gentlemen | Rosie                    | 7 episodios                |

### Películas
| Año  | Título                                     | Personaje    | Notas |
| ---- | ------------------------------------------ | ------------ | --- |
| 2021 | Méandre                                    | Lisa         | junto a Peter Franzen y Romane Libert                                                                                |
| 2016 | Overdrive                                  | Devin        | junto a Ana de Armas, Scott Eastwood, Clemens Schick, Simon Abkarian y Moussa Maaskri                                |
| 2015 | Les profs 2                                | Vivienne     | junto a Kev Adams, Isabelle Nanty, Didier Bourdon, Pierre-François Martin-Laval, Eric Lampaert y Douglas Reith       |
| 2014 | The Legend of Hercules                     | Hebe         | junto a Kellan Lutz, Scott Adkins, Roxanne McKee, Liam Garrigan, Liam McIntyre, Rade Šerbedžija y Johnathon Schaech  |
| 2013 | Mary Queen of Scots                        | Mary Fleming | junto a Camille Rutherford, Sean Biggerstaff, Aneurin Barnard, Mehdi Dehbi, Tony Curran, Clive Russell y Ian Hanmore |
| 2013 | Bianca come il latte, rossa come il sangue | Beatrice     | junto a Aurora Rufino, Filippo Scicchitano                                                                           |

## Premios y nominaciones
| Año  | Categoría     | Premio       | Película               | Resultado |
| ---- | ------------- | ------------ | ---------------------- | --------- |
| 2015 | Worst Actress | Razzie Award | The Legend of Hercules | Nominada  |